# Lee Archambault
Lee Joseph Archambault (født 25. august 1960 i Oak Park, Illinois) er NASA astronaut og har fløjet i alt to rumfærge-flyvninger, en som pilot og en som kaptajn.